# Vin Scully
Vin Scully (ur. 29 listopada 1927 w Nowym Jorku, zm. 2 sierpnia 2022 w Hidden Hills) – amerykański spiker sportowy, dziennikarz radiowy i telewizyjny. Wieloletni komentator meczów drużyny baseballowej Los Angeles Dodgers.

## Wybrana filmografia
- 1963: Koń, który mówi jako spiker
- 1991: Most Brookliński jako głos Dodgersów
- 1961: Kawaler w raju jako on sam
- 1966: Fireball 500 jako spiker
- 1999: Gra o miłość jako on sam

## Wyróżnienia
- Gwiazda na Hollywoodzkiej Alei Gwiazd[2]
- Prezydencki Medal Wolności (2016)[3].